# 야드란카 조키치
야드란카 조키치(크로아티아어: Jadranka Đokić, 1981년 1월 14일 ~ )는 크로아티아의 배우이다. 2008년 영화 《비하인드 더 글래스》로 2008 풀라 영화제 골든 아레나 여우주연상을 수상했다.